# 草間三郎
草間 三郎（くさま さぶろう、1939年10月12日 - ）は、セイコーエプソンの元代表取締役社長、会長。愛知県半田市生まれ。
愛知県立半田高等学校を経て、1963年に静岡大学工学部電子工学科卒業後、諏訪精工舎（現セイコーエプソン）入社。
半導体事業本部長、常務取締役、専務取締役、代表取締役副社長を経て、2001年に代表取締役社長、2005年に代表取締役会長就任。2016年11月、旭日中綬章を受章。